# Милан Обрадовић
Милан Обрадовић (Београд, 3. август 1977) је бивши српски фудбалер. Играо је на позицији штопера.

## Клупска каријера
Каријеру је почео у Радничком из Београда одакле одлази у Обилић. Са њима је провео три сезоне и постао један од најбољих дефанзиваца у лиги. Након тога је отишао у Локомотиву из Москве а касније је играо и за Борусију Менхенгладбах.
Од 2006. до 2012. играо је за Металист Харков где је био стандардан у задњој линији. Током 2013. био је на позајмици у Арсеналу из Кијева. У јулу 2013. је потписао једногодишњи уговор са Партизаном.

## Репрезентација
Обрадовић је током 2000. и 2001. године одиграо 7 утакмица за репрезентацију СР Југославије.